# Minimale Erythemdosis
Die minimale Erythemdosis (MED) (auch Erythemschwellendosis) ist ein Maß für die Toleranz der menschlichen Haut gegenüber der Sonnenstrahlung, insbesondere gegenüber dem kurzwelligen ultravioletten Anteil des Spektrums um etwa 300 nm Wellenlänge. Dermatologen bestimmen die MED, indem ein Testfeld meist am ungebräunten Rücken oder Gesäß mit stufenweise (sogenannte „Lichttreppe“) erhöhten Dosen einer starken UV-Lampe bestrahlt wird. MED wurde erstmals 1921 vorgeschlagen. Die Subjektivität der Ablesung und die unterschiedlichen verwendeten Strahlenquellen bedingen eine große Unsicherheit der gemessenen und publizierten Werte; es wurde deshalb eine stärker standardisierte, nach dem Spektrum gewichtete Größe vorgeschlagen, die Standard-Erythemdosis kurz SED.
1 MED entspricht der geringsten Bestrahlungsdosis, die bei der Ablesung nach 24 Stunden ein scharf begrenztes Erythem (Rötung) der Haut verursacht hat. Diese Dosis variiert selbst bei Menschen mit gleichem Hauttyp stark. Bei hellhäutigen Menschen vom Hauttyp II entspricht 1 MED etwa 250–400 J/m² (25–40 mJ/cm²).
Zu Vorbeugung gegen einen Sonnenbrand wird auch die Eigenschutzzeit verwendet, die die maximale Aufenthaltszeit in sommerlicher Mittagssonne bis zum Auftreten des Erythems angibt. Sie beträgt beim winterblassen Hauttyp II 20 min, kann aber durch Bräunung der Haut bis auf das Zehnfache gesteigert werden.
| Hauttyp | MED in J/m² | Eigenschutzzeit in min bei UV-Index 8 (0,2 W/m²) |
| ------- | ----------- | ------------------------------------------------ |
| I       | 150–300     | 10                                               |
| II      | 250–400     | 20                                               |
| III     | 300–500     | 30                                               |
| IV      | 450–600     | 50                                               |
| V       | 600–900     | >60                                              |
| VI      | 900–1500    | >60                                              |